# يربوع صغير سميك الذيل
اليربوع الصغير سميك الذيل (الاسم العلمي: Pygeretmus platyurus) نوع من القوارض من فصيلة اليربوعيات، متوطن في كازاخستان وتركمانستان.